# Створный знак

Теплоход идёт по Волге, ориентируясь на створный знак

Ство́рные знаки (ство́ры) — навигационные сооружения контрастного цвета на берегах рек и озёр.
Используют для определения положения судна относительно оси судоходного фарватера, вместе с буями, бакенами, входят в систему обозначений фарватера.
Створы образуют из двух или трёх береговых конструкций. Цвет и форма створов соответствует принятой в латеральной системе. Знаки бывают красного, белого или чёрного цвета. Форма знака — квадратная, прямоугольная или треугольная. Вверху каждого знака располагают световой сигнал.
Особенностью створных знаков является их плохая видимость с других, кроме основного, направлений.

## Линейные (осевые) створные знаки

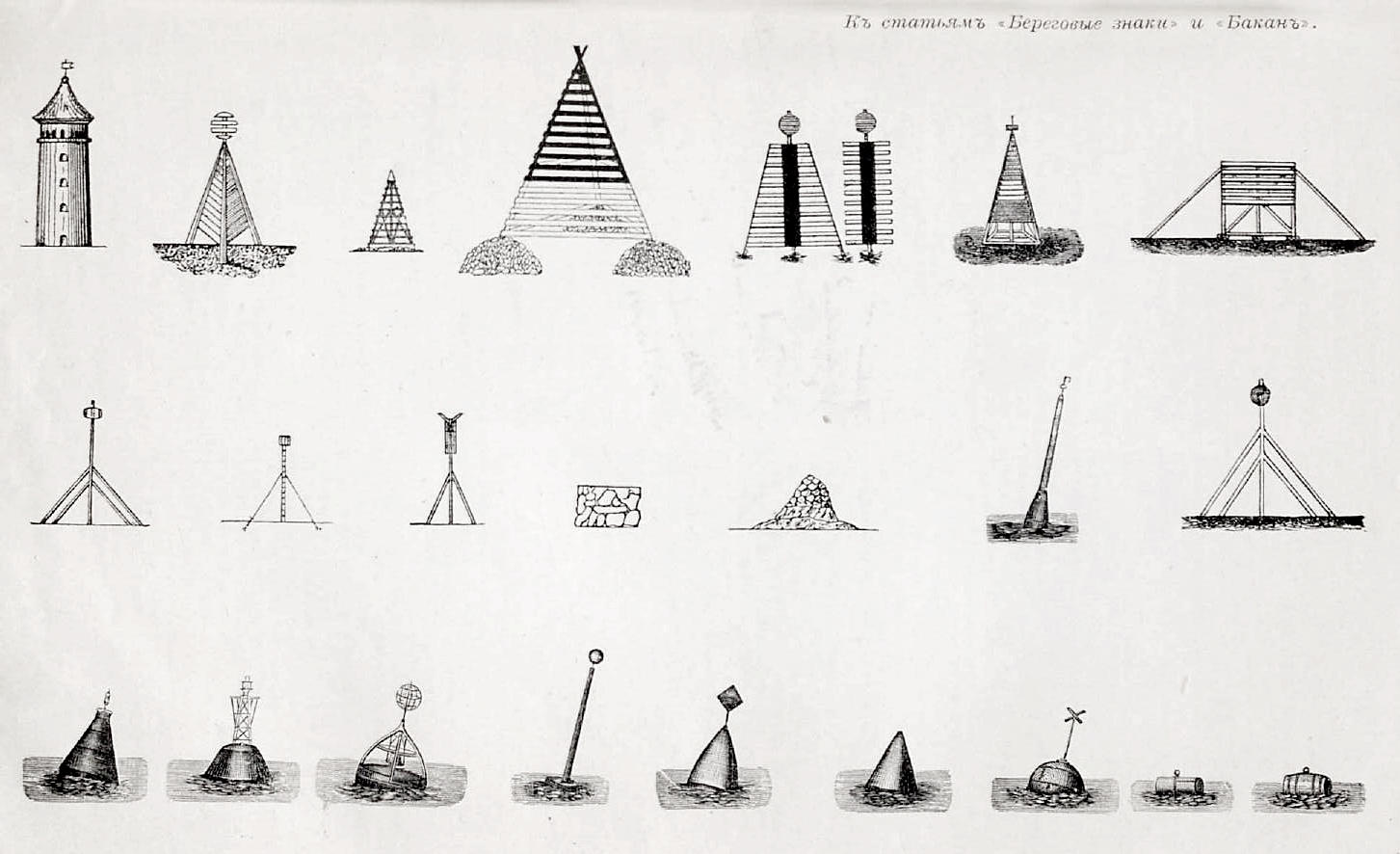
Рисунок из статьи «Береговые знаки» («Военная энциклопедия Сытина»)

Линейный (осевой) створ показывает направление и положение оси судового хода. Два знака располагают один за другим — передний ниже, задний выше. Их совпадение означает нахождение на осевой линии фарватера. По взаимному положению знаков створа можно определить положение судна в фарватере. Форма — прямоугольная, квадратная, треугольная. Передний знак в темноте горит постоянно, задний — проблесковым.

## Щелевые створные знаки
Щелевые створы показывают направление и ширину фарватера. Применяют главным образом на водохранилищах. Возможны 2 варианта установки — 3 знака располагают один — впереди, 2 других — симметрично от оси первого позади, либо наоборот, 2 — впереди, 1 — сзади. Симметричное попадание одного в щель между парой других означает нахождение на оси линии фарватера. Совпадение центрального и одного из боковых показывает соответствующую кромку фарватера. Форма — прямоугольная. Передний знак в темноте горит постоянно, задний — проблесковым.

## Кромочные створные знаки
Кромочные створные знаки определяют положение судового хода и его кромок. Состоит из пары двойных знаков, двух передних и двух задних. Если створ определяет только одну кромку, то количество знаков уменьшают до двух. Форма переднего знака — прямоугольная, заднего — треугольная. Передний знак в темноте горит постоянно, задний — двойным проблесковым.

## Перевальные знаки
Перевальные знаки устанавливают в местах перехода (перевала) судового хода (фарватера) от одного берега к другому. В тёмное время суток обозначают белыми (зелёными) огнями на левом берегу, красными — на правом. Перевальный знак указывает направление фарватера, а не его точное положение, в отличие от створного знака. Конструктивно, перевальный знак, как правило, представляет собой столб со щитом, плоскость которого — перпендикулярна оси фарватера на перевале. Перевальные знаки используют, как правило, на «свободных» реках.

## Створно-перевальные знаки
Береговой знак судоходной обстановки представляет собой виртуальную «комбинацию» из перевального и линейного створных знаков. Особенностью знака является то, что передний знак выполняет функцию перевального знака при движении с одного направления. Например, при движении вдоль ходового берега судоводитель видит впереди перевальный знак, указывающий на переход (перевал) фарватера к другому берегу. Поравнявшись с ним, он начинает поворот на следующий перевальный или створный знаки. При виде с «кормы» открывается задний знак, и вся система начинает выполнять функцию кормового створа.

## История
В России навигационные знаки в виде вех, столбов и плавучих бочек начали устанавливать с 1842 года, но бессистемно. В 1847 году по Волге от Рыбинска до Нижнего проехал граф П. А. Клейнмихель, главноуправляющий путями сообщения, и после этого был выпущен циркуляр о порядке установки и внешнем виде речных знаков и о службе казённых лоцманов. В 1849 году были узаконены сигнальные огни на пароходах — эти правила действуют до сих пор. С 1854 года бакены-бочонки стали заменять плетёнными из хвороста корзинами; по имени изобретателя, окского пароходчика Ивана Брылкина, эти бакены назывались брылкинскими (их использовали до 20-х годов XX века). С 1870-х годов на брылкинских бакенах по ночам зажигались керосиновые фонари. Вместе с этими бакенами начали применять и створные знаки на берегах.